# Glossodinia
La glossodinia (dal greco γλῶσσα, glōssa, «lingua», e ὀδύνη, odynē, «dolore») è un sintomo caratterizzato da una sensazione anomala percepita lungo i bordi o sulla punta della lingua. Non si tratta di una malattia, ma di un segnale che può indicare la presenza di una condizione sottostante.

## Cause
La glossodinia può essere attribuita a numerosi fattori, tra cui:
- glossite: un'infiammazione della lingua;
- irritazioni locali: come quelle causate da denti in cattivo stato o protesi mal posizionate;
- fattori psicologici: in molti casi, la condizione è legata a stress o ansia;
- carenze nutrizionali: ad esempio, carenza di ferro o vitamine del gruppo B.

## Manifestazioni
La glossodinia può manifestarsi in diverse forme:
- dolore vero e proprio sulla lingua;
- sensazioni di punture o fastidio, soprattutto lungo i bordi o la punta della lingua.

Non va confusa con la glossopirosi (dal greco glosso- e πύρωσις, pyrósis, «bruciore»), che invece indica una sensazione di bruciore localizzata sulla lingua. La glossopirosi può essere causata da irritazioni locali, infezioni o altre condizioni e può rientrare nel quadro clinico della sindrome della bocca urente (BMS) quando il bruciore è cronico e diffuso.